# Hôtel Delpech de Chaumot
El hôtel Delpech de Chaumot u hôtel de Chimay es una antiguo Hôtel particulier ubicada en el n 8 de la Plaza Vendôme, en el distrito 1 de París. El hotel está ubicado en la esquina sureste de la plaza y está contiguo al Hôtel Thibert des Martrais y el Hôtel de La Tour-Maubourg.
En un terreno adquirido por Pierre-Élisabeth de Fontanieu en 1705, luego revendido nueve años después, al financiero Paul Delpech de Chaumot, el hotel fue construido a partir de 1714, por el arquitecto Pierre Le Maître .
Actualmente propiedad de la República de Azerbaiyán, alberga a las joyerías Dior y Mikimoto, y al bufete de abogados PBA.

## Historia
En 1705, la parcela fue adquirida por Pierre-Élisabeth de Fontanieu, intendente general de la Garde-meuble de la Couronne. Lo revendió en 1714 al granjero general, Paul Delpech de Chaumot, Receptor General de Finanzas de Auvernia . Este último hizo construir allí su hotel por el arquitecto Pierre Le Maître de 1714 a 1716. El hotel fue alquilado de 1754 a 1766 al Príncipe Marc de Alsacia Hénin-Liétard de Chimay.
En 1771, los descendientes del Señor de Chaumot lo vendieron al Marqués Michel-Étienne Lepeletier de Saint-Fargeau. En 1781, su hijo alquiló el hotel al marqués de Marigny, hermano de la marquesa de Pompadour.
El 20 de enero de 1793, tras su asesinato en un restaurante de la Place du Palais-Royal, el cuerpo de Louis-Michel Lepeletier de Saint-Fargeau fue llevado allí. Posteriormente, su cuñada, la princesa Marie-Charlotte de Chimay residió allí hasta su propia muerte al año siguiente.
Fue vendido al notario Louis Léger en 1803, quien lo alquiló sucesivamente al banquero Louis-François Delarue, luego al duque Louis-Joseph Nompar de Caumont-La force.
En 1871, durante la Comuna, junto con la destrucción de la columna de Vendôme, el hotel fue completamente destruido por un violento incendio. Los restos de los escombros fueron arrasados a excepción de la fachada de la plaza y el edificio fue reconstruido en 1872, en proporciones equivalentes y sigue siendo hoy, por ello, el único hotel de la plaza, del que no se conserva ninguna decoración original. 
Durante el siglo XX fue el escenario de muchas casas de moda: Premet, Badin, Charvet, Maria Guy, Ragon & Delostal, o el sastre Hammond & Cie, pero también el joyero Lacloche.
En 2012 fue adquirido por la República de Azerbaiyán a través de su filial petrolera, SOFAZ, por 135 millones de euros.
Hoy, alberga el departamento de joyería de la casa Dior y el joyero Mikimoto, pero también el bufete de abogados PBA y la casa de moda Valentino.

## Protección
Está catalogado como monumento histórico por sus fachadas en la plaza, por orden del 6 de mayo de 1927.